# Santa Elena, Ascensión y Tristán de Acuña en los Juegos de la Mancomunidad de 2006
El territorio de ultramar británico de Santa Elena y Dependencias estuvo representada en los Juegos de la Mancomunidad de 2006 en Melbourne, Australia por un pequeño grupo que tomó 9 días en llegar. No compitió bajo el nombre de "Santa Elena, Ascensión y Tristán de Acuña", ya que se lo nombró así recién en 2009. No ganó medallas.
Participaron 4 atletas, entre ellos Erroll Duncan de la isla Ascensión que participó por primera vez a los 45 años. Terminó la carrera en 14º posición (el último lugar) con un tiempo de 3:11:21.